# Ki Teze
Ki Teze (Biblisches Hebräisch כִּי-תֵצֵא ‚Wenn du ausziehst‘ – zu ergänzen: zum Krieg) ist ein Leseabschnitt (Parascha oder Sidra) der Tora
und umfasst den Text
Dtn/Dewarim 21,10–25,19 (21,10–23 ; 22 ; 23 ; 24 ; 25  – ELB-Links: 21,10–23 ; 22 ; 23 ; 24 ; 25 ).
Es handelt sich um die Sidra des 2. Schabbats im Monat Elul.

## Wesentlicher Inhalt
- Heirat einer Kriegsgefangenen
- Erstgeburtsrecht
- Steinigung eines widerspenstigen Sohnes
- Bestattung von Hingerichteten
- Rückführung verirrter Tiere und sonstigen verlustig gegangenen Eigentums
- Aufrichtung zusammenbrechender Tiere
- Verbot des Transvestitismus
- Aushebung von Vogelnestern
- Anbringung von Dachgeländern
- Verbot der Vermischung verschiedener Pflanzen und Tiere (Kilajim, Schatnes)
- Zizijot
- Verleumdung der Ehefrau
- Ehebruch mit einer verheirateten Frau
- Verführung einer Jungfrau
- Eheverbote
- Verhalten im Kriegslager
- Schutz des geflohenen Sklaven
- Verbot von Buhlerei, des Zinsnehmens von Stammesgenossen und des Brechens von Gelübden
- Vorschriften für die geschiedene Frau
- Kein Heeresdienst für den Neuvermählten während des ersten Ehejahres
- Todesstrafe bei Menschenraub
- Vorschriften für Aussätzige
- Pfandrechtliche Bestimmungen
- Keine Tötung von Kindern für ihre Väter und umgekehrt
- Die vergessene Garbe, Verbot der Nachlese
- Prügelstrafe, nicht mehr als 40 Schläge (Malkut)
- Dem dreschenden Tier darf das Maul nicht verbunden werden
- Schwagerehe und Chaliza
- Bestrafung der unzüchtigen Frau
- Richtiges Gewicht und Maß
- Ausrottung Amaleks

## Haftara
Die zugehörige Haftara ist
Jesaja 54,1–10 .
Falls die Sidra Re'eh auf Rosch chodesch Elul gefallen ist, wird die Haftara bis Jes 55,5 verlängert:
54 ; 55,1–5 .